# Airon
Der Airon (im Oberlauf: Futaie) ist ein Fluss in Frankreich, der in den Regionen Pays de la Loire, Bretagne und Normandie verläuft. Er entspringt an der Gemeindegrenze von Montaudin und Saint-Berthevin-la-Tannière im Département Mayenne und entwässert generell Richtung Nord bis Nordwest. Auf einer Länge von etwa zehn Kilometer bildet er die Grenze zum Département Ille-et-Vilaine in der Bretagne. Ab der Einmündung seines linken Nebenflusses Glaine wechselt er seinen Namen von Futaie auf Airon. Nun erreicht er das Département Manche in der Normandie, wo er nach insgesamt rund 42 Kilometern im Gemeindegebiet von Saint-Hilaire-du-Harcouët als linker Nebenfluss in die Sélune mündet.

## Orte am Fluss
(Reihenfolge in Fließrichtung)
- La Tannière, Gemeinde Saint-Berthevin-la-Tannière
- Pontmain
- Bourg-l’Épine, Gemeinde Louvigné-du-Désert
- Saint-Hilaire-du-Harcouët